# Głaśnica
Głaśnica (niem. Matzkenberg, 608 m n.p.m.) – szczyt w Karkonoszach w obrębie Pogórza Karkonoskiego.
Jest najdalej na północny wschód wysuniętym wzniesieniem Karkonoszy. Leży na zakończeniu grzbietu odchodzącym na północny wschód od Czarnej Góry. W grzbiecie tym wznoszą się, kolejno: Czoło, Grabowiec i Głaśnica.
Zbudowany z granitu karkonoskiego w odmianie porfirowatej, z żyłami porfiru.
Pod szczytem i na zboczach liczne skałki, zarówno granitowe jak i porfirowe, a także liczne bloki. Najokazalsze noszą nazwę Dzieżby. Na skałkach z rzadka spotyka się kociołki wietrzeniowe.
Na zachód od Głaśnicy leży Sosnówka.

## Szlaki turystyczne
Wschodnim zboczem Głaśnicy przechodzi szlak turystyczny:
- z Mysłakowic do Karpacza.